# Ratusz w Kole

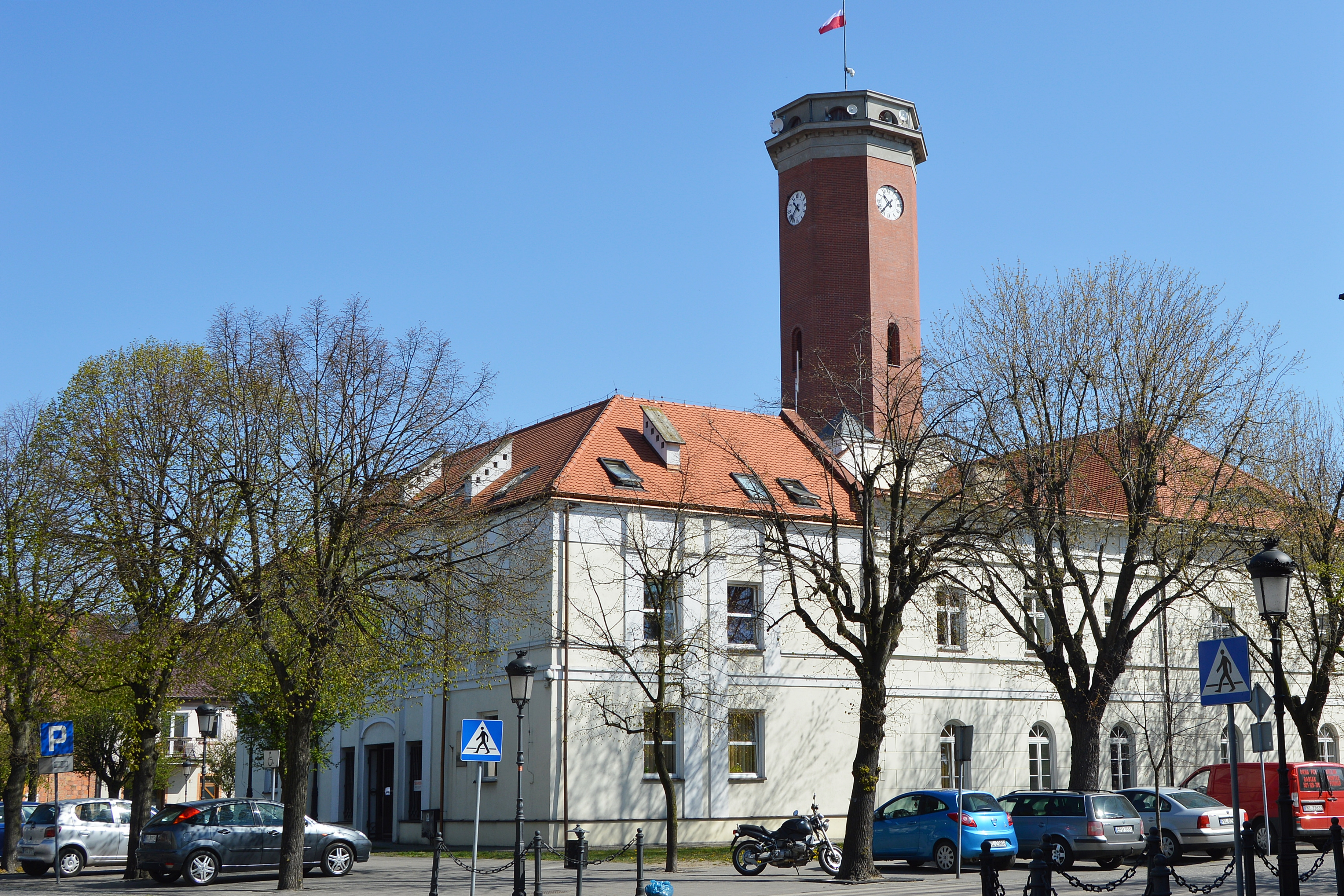
Odbudowane południowe skrzydło ratusza

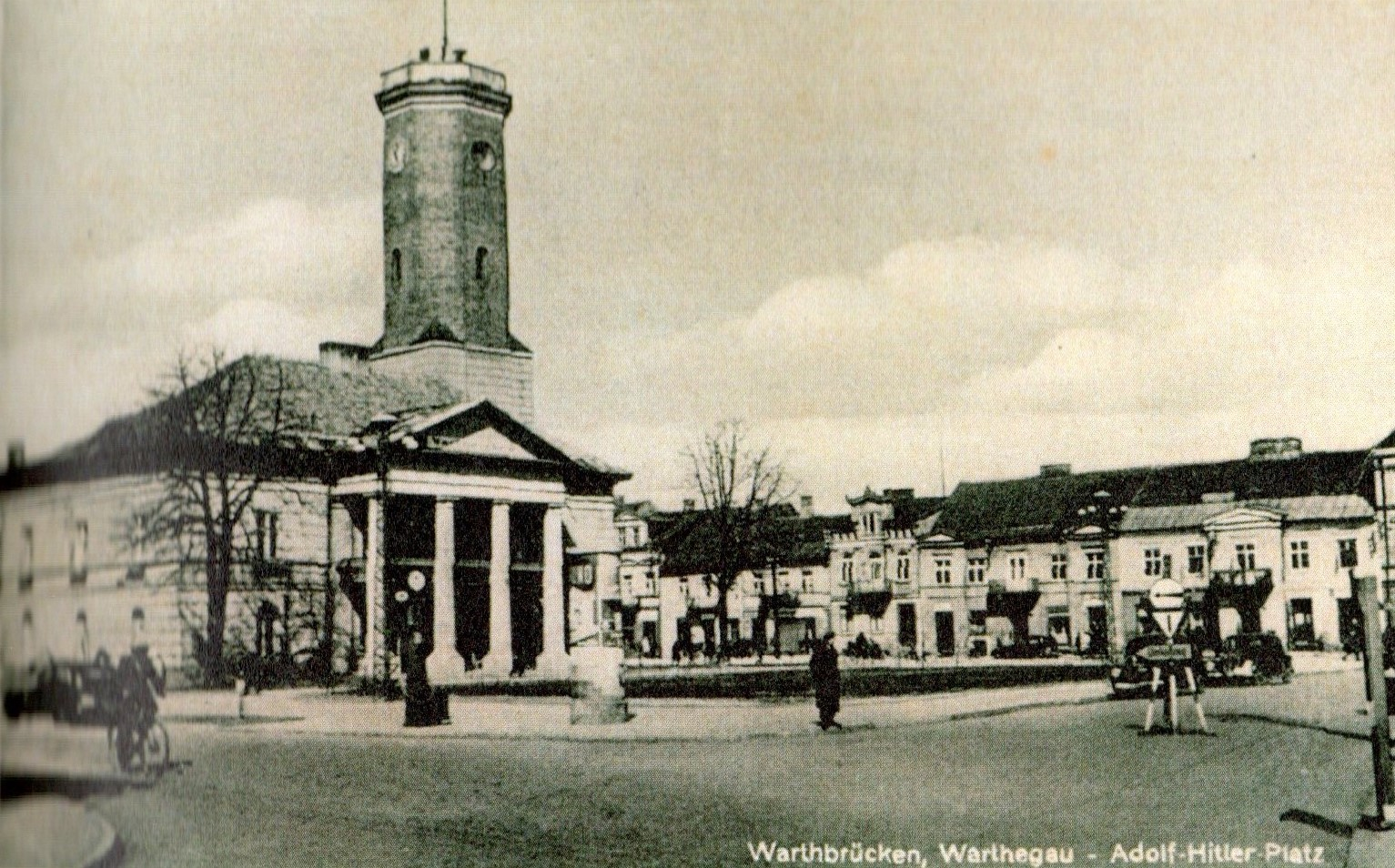
Ratusz w okresie II wojny światowej

Ratusz w Kole – ratusz miejski w Kole w woj. wielkopolskim, jedna z najbardziej reprezentacyjnych budowli miasta. Zbudowany został w stylu gotyckim najprawdopodobniej w I połowie XVI wieku, w I połowie XIX w. przebudowany w stylu klasycystycznym.
17 stycznia 1953 roku budowla została wpisana do wielkopolskiego rejestru zabytków.

## Historia
Od XIX wieku uważano, że ratusz został ufundowany przez zasadźcę i pierwszego wójta kolskiego, Jana Henryka z Warty, około 1390 roku. Wersja ta została jednak uznana za nieprawdopodobną.
Jak wykazały badania archeologiczne, pierwotnie stał w tym miejscu drewniany lub drewniano-gliniany dwór, używany przez monarchów podczas ich pobytu w mieście. Prawdopodobnie dwór, lub inny budynek w obrębie rynku pełnił funkcję siedziby władz miejskich. W 1502 roku król Aleksander Jagiellończyk w przywileju potwierdzającym prawa miejskie Koła przekazał władzom miejskim dwór i plac na którym stał, aby w tymże miejscu powstał ratusz miejski.
Ratusz w stylu gotyckim został wzniesiony w I połowie XVI wieku. Zbudowano go na planie prostokąta o wymiarach 21,8 x 11 metrów. Ratusz był budowlą dwukondygnacyjną, posiadał piwnicę, a ściany zewnętrzne ozdobione były ornamentem w kształcie dużych rombów. W późniejszych latach do ratusza dobudowano wieżę o podstawie kwadratowej o wymiarach 5,90 x 5,90 metrów, przechodzącej wyżej w ośmiobok. Wieża miała wysokość około 29 metrów i ozdobiona była takim samym ornamentem co reszta budynku. Na szczycie wieży istniał drewniany ganek, a w wieży mieściło się dwukondygnacyjne więzienie miejskie, piętro ratusza zajmowała rada miejska i wójtowska, na parterze działały sklepy.
Budynek kilkakrotnie ulegał pożarom (m.in. w 1622 i 1647 roku), w 1775 roku w wyniku pożaru stopił się na wieży dzwon zegarowy. Najprawdopodobniej po pożarze w 1775 roku przystąpiono do przebudowy ratusza w stylu barokowym, prace zakończono w 1789 roku. W tym samym okresie do ratusza sprowadzono nowy zegar oraz dzwon, ufundowany przez burmistrza, Jana Świderskiego i odlany w pracowni Franza Kriegera w Toruniu. Przy ratuszu istniał także odwach, a przy trzech narożnikach budynku wznosiły się szkarpy wzmacniające ściany budynku.
Od 1824 roku władze Kola podejmowały starania o remont i restaurację ratusza, w 1829 roku ratusz groził zawaleniem i stał opuszczony. 
W latach 1835–1837 ratusz był przebudowywany w stylu klasycystycznym, według pierwotnych planów Franciszka Reinsteina, do których poprawki wprowadził Henryk Marconi (istnieje też wersja według której Marconi odrzucił projekt Reinsteina, opracowując swój własny). Michał Rawita Witanowski błędnie podawał datę przebudowy ratusza na 1815 rok. Budynek ratusza został pokryty tynkiem, a na elewacjach powstały gzymsy, okna dolnej kondygnacji otrzymały zamknięcie półkoliste, a górnej – prostokątne. W budynku zlikwidowano szkarpy, a od zachodu dobudowano dwa nowe skrzydła. Od wschodu wzniesiono wsparty na czterech kolumnach portyk, a pod portykiem balkon. O jedno piętro nadbudowano kwadratową podstawę wieży, a na piętrze ratusza dokonano zmian w układzie pomieszczeń. Zburzono wówczas szczyt w elewacji południowej i półszczyt zamykający poddasze elewacji północnej oraz obniżono dachy. Z wieży zdjęto hełm barokowy i zwieńczono ją gzymsem kroksztynowym. Zarówno stary budynek, jak i nowo wzniesione skrzydła otrzymały jednolity wystrój zewnętrzny. Elewacje budynku opasane zostały zwieńczone fryzem złożonym z tryglifów i metop oraz beleczkowaniem.
W II połowie XIX wieku w ratuszu dokonywano jeszcze kilka remontów, podczas których rozebrano i odbudowano po wzmocnieniu gruntu jedno z nowych skrzydeł ratusza.  
W kwietniu 1861 roku pod ratuszem doszło do dwóch demonstracji i zamieszek, które został rozproszone przez wojsko. Zamieszki spowodowały nieznaczne zniszczenia w gmachu ratusza. 
W 1914 roku rozbudowano północne skrzydło ratusza, dobudowując przy nim parterowy budynek. W 1928 roku odbył się remont ratusza, na wieży ratusza umieszczono wówczas tablicę pamiątkową z okazji imienin Józefa Piłsudskiego. Tablica została zniszczona w okresie okupacji niemieckiej.
Podczas kampanii wrześniowej na wieży ratusza rozstawiono posterunki, mające alarmować mieszkańców w przypadku pojawienia się samolotów Luftwaffe, ratusz był także siedzibą straży obywatelskiej. W okresie okupacji niemieckiej ratusz był siedzibą władz okupacyjnych. 27 kwietnia 1941 roku pod ścianą ratusza rozstrzelano za posiadanie broni Leona Żabierka.
W 1960 roku na wieży ratusza zamontowano przekaźnik telewizyjny. Na przełomie 1985 i 1986 roku przy ratuszu przeprowadzono badania archeologiczne.
25 maja 1987 roku doszło do katastrofy budowlanej – zawaliła się wówczas wieża, niszcząc północną i północno–zachodnią część budynku. Z powodu uszkodzeń rozebrano następnie pozostałą część ratusza pochodzącą z XIX wieku. Katastrofa była spowodowana prawdopodobnie wstrząsami wywołanymi przez ruch samochodów ciężarowych obok ratusza. Krótko po katastrofie budowlanej w mieście zawiązała się Rada Obywatelska Odbudowy Ratusza Miejskiego, zajmująca się zbieraniem funduszy na odbudowę ratusza. Pieniądze pozyskiwano ze składek (m.in. milion złotych z Zakładów Wyrobów Sanitarnych w Kole), oraz datków z Polski i zagranicy. 
Główny budynek ratusza oddano ponownie do użytku w 2000 roku, następnie rozpoczęto odbudowę wieży, którą zakończono w 2004 roku. Ratusz został w całości odbudowany dopiero w 2011 roku. W 2005 roku przy ratuszu ponownie przeprowadzono badania archeologiczne.
W 2021 roku w ratuszu umieszczono rzeźbę Czesława Freudenreicha autorstwa Piotra Kacprzaka z Państwowego Liceum Sztuk Plastycznych w Kościelcu.

## Stan obecny
Po odbudowie wróciły do ratusza władze miasta – Rada Miejska oraz Urząd Stanu Cywilnego. Mieści się tutaj także gabinet burmistrza miasta oraz cześć wydziałów Urzędu Miejskiego.
W jednym z pomieszczeń na poddaszu mieści się ekspozycja stała Muzeum Technik Ceramicznych. Od 2017 roku w ratuszu dostępna jest także wystawa maszyn i produktów dawnej Fabryki Maszyn Rolniczych należącej do Michała Ostrowskiego.
W okresie od wiosny do jesieni ratusz jest również dostępny do zwiedzania.